# Preste (Bolivia)
Preste es el nombre de una festividad de carácter comunitario y rotatorio en Los Andes de Bolivia, con características heredadas del ayni.
El preste es una celebración en comunidades extendidas que pueden ser familiares, gremiales o religiosas, el nombre se usa por extensión también para denominar a los encargados de organizar, pagar o apadrinar la fiesta de manera anual, estas personas también reciben el nombre de pasantes, o pasantes del preste, al ser un cargo que pasa de una persona a otra.
La festividad involucra fraternidades de baile o devotos de patronos católicos, como en el caso de los prestes de la Fiesta del Gran Poder en la ciudad de La Paz.

## Características
Los prestes se celebran usualmente en honor a un patrono, las responsabilidades de organizar, pagar, promocionar la fiesta, y realizar regalos u ofrendas al patrono de la fiesta recaen en los pasantes que en general son parejas que han ganado prestigio y respeto de su comunidad.
Para eventos de gran magnitud suelen elegirse varias parejas de entre los miembros del grupo o fraternidad para asumir las tareas, siendo una pareja el Preste mayor o pasante mayor, y las parejas de apoyo los prestes menores o pasantes menores.

### Periodicidad
Los prestes suelen realizarse de manera anual e incluyen una serie de eventos sociales asociados como el evento de designación, la entrega de ofrendas al patrono de la festividad, entradas folclóricas, remisión de entradas para el efecto, pago por conjuntos musicales, y otros relacionados con la festividad.

## Evolución

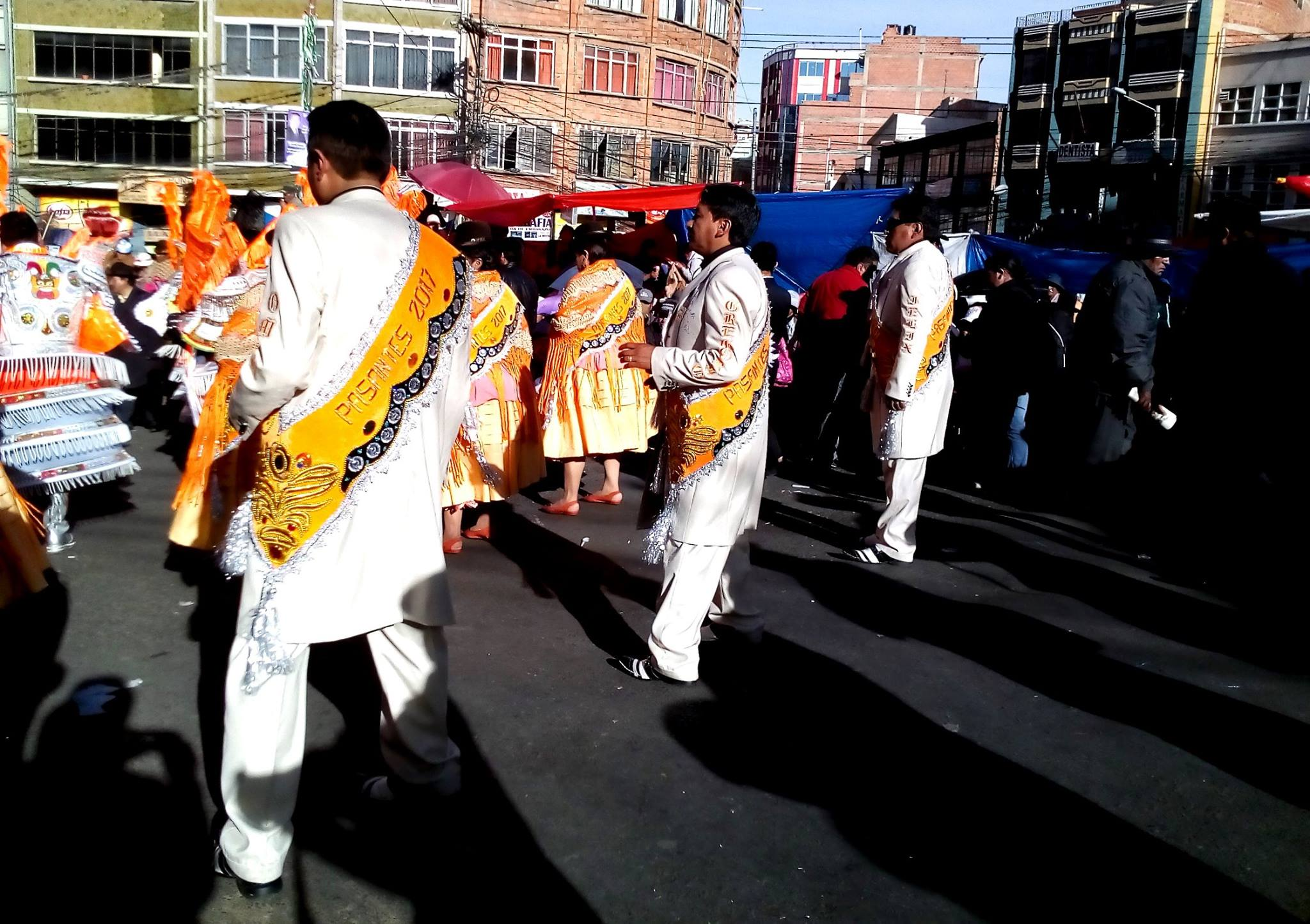
Pasantes de una fraternidad de Morenada, en 2017

Los prestes han evolucionado de ser pequeñas fiestas privadas a grandes eventos abiertos callejeros con la presencia de artistas como Maribel Guardia, Laura León, Cristian Castro, Boney M, Los Bukis, Pedro Fernández, Néctar, Lucero, Charlie Zaa, Ráfaga, Daniel Agostini, Los Bybys, CC. Catch, Tambo Tambo, Alicia Villarreal, Ana Bárbara, Jambao y Pablo Montero.